# Shi Smith
Shiyun M. Smith (Union, 26 ottobre 1998) è un giocatore di football americano statunitense che milita nel ruolo di wide receiver per i Carolina Panthers della National Football League (NFL).

## Carriera

### Carolina Panthers
Smith al college giocò a football all'Università della Carolina del Sud. Fu scelto dai Carolina Panthers nel corso del sesto giro (204º assoluto) del Draft NFL 2021. Nella sua stagione da rookie disputò 6 partite, nessuna delle quali come titolare, con 6 ricezioni per 104 yard.